# Uwe Johnson
Uwe Johnson (Cammin, 1934. július 20. – Sheerness-on-Sea, 1984. február 23. vagy 24.) német író. 1971-ben Büchner-díjjal tüntették ki.

## Életpályája
Szülei egy a mai Lengyelország területén található nemzetiszocialista internátusba küldték, ahonnan megszökött. 1945-ben szüleivel Anklamba menekültek. A háború befejeztével Güstrowban járt gimnáziumba, majd 1952-ben Rostockban kezdte el egyetemi tanulmányait, germanisztika és anglisztika szakon és Lipcsében folytatta. Az NDK úgy döntött, hogy állami szervekben nem alkalmazható, folyamatos konfliktusai miatt az FDJ-tal, amelynek öt évig tagja volt. Fordításból és különféle szakvélemények készítéséből élt kiadók számára. 
1959-ben nyugaton jelent meg első regénye; „Mutmaßungen über Jakob” (Hogyan halt meg Jakob) egy csapásra ismertté tette ország szerte. Az írás egy vasutas életéről szól, aki sem a határ egyik oldalán sem a másik oldalán nem tud élni. Johnson 1959-ben Nyugat-Berlinbe költözött. Második „Das dritte Buch über Achim” (A harmadik könyv Áhimról) és harmadik regénye „Zwei Ansichten” (Két kilátás) is a két Németország közötti határ okozta törésekről, szakadásokról, az elidegenedésről szól. Az elbeszélések szövege, a történések fonala így szintén szaggatott, tele követhetetlen törésvonalakkal, Johnson valós események beszámolóit szőtte bele szövegeibe (Berlin 1953, 1956-os forradalom, a berlini fal építése) és az olvasó fantáziájára bízza, miként lehet a különböző történéseket és perspektívákat összekapcsolni. Nagyon szokatlan hangvételű, sőt mondatszerkezetű előadásmódját tökéletesítette negyedik regényében „Jahrestage” (Jubileum), amelyet egy New York-i tartózkodása során (1966–1968) kezdett írni, és amelyben minden eddigi művének alakjait és helyszíneit, saját életét és valós eseményeket vegyített össze. 1970-től 1973-ig jelent meg az első három könyv. 1974-ben egy a Nagy-Britannia partjánál (Kent) lévő magányos szigetre költözött (Sheernes-on-Sea), amely vállalkozásában Max Frisch és Siegfried Unseld segítették. 
Visszavonultan élt, személyes krízisek közepette írta meg a negyedik könyvet, amely röviddel halála előtt megjelent. 1984-ben szívelégtelenségben hunyt el sheernes-on-seai házában.

## Művei
- Mutmassungen über Jakob, Suhrkamp, Frankfurt, 1959, ISBN 3-518-03338-7
- Das dritte Buch über Achim, Suhrkamp, Frankfurt, 1962, ISBN 3-518-03337-9
- Karsch, und andere Prosa, Suhrkamp, Frankfurt, 1964, ISBN 3-518-38253-5
- Zwei Ansichten. Suhrkamp, Frankfurt, 1965, ISBN 3-518-03339-5
- Jahrestage. Aus dem Leben von Gesine Cresspahl. 4 kötet, Suhrkamp, Frankfurt, 1970, 1971, 1973, 1983
- Eine Reise nach Klagenfurt. Suhrkamp, Frankfurt, 1974, ISBN 3-518-36735-8
- Berliner Sachen. Aufsätze. Suhrkamp, Frankfurt, 1975, ISBN 3-518-36749-8
- als Hrsg.: Max Frisch Stich-Worte. Suhrkamp, Frankfurt, 1975
- als Hrsg. zusammen mit Hans Mayer: Das Werk von Samuel Beckett. Berliner Colloqium, 1975
- als Hrsg. gemeinsam mit Elisabeth Johnson: Verzweigungen. Eine Autobiographie. (Autobiographie der Journalistin Margret Boveri) München, 1977
neu: Frankfurt am Main, Suhrkamp, 1996, 438 S., ISBN 3-518-39076-7
- Ein Schiff. In: Jürgen Habermas (Hrsg.): Stichworte zur 'Geistigen Situation der Zeit (Band 1.000 der edition suhrkamp). Suhrkamp, Frankfurt, 1979
- Skizze eines Verunglückten. Suhrkamp, 1982
- Ein unergründliches Schiff. In: Merkur. Band 33, 1979
- Begleitumstände. Frankfurter Vorlesungen. Suhrkamp, Frankfurt, 1986, ISBN 3-518-11820-X
- Der 5. Kanal. Suhrkamp, Frankfurt, 1987, ISBN 3-518-11336-4
- Ingrid Babendererde. Reifeprüfung 1953. Suhrkamp, Frankfurt, 1985, ISBN 3-518-11817-X
- Von dem Fischer und syner Fru. Nach Philipp Otto Runge mit einem Nachwort und einer Nacherzählung von Uwe Johnson, Insel, 1987
- Entwöhnung von einem Arbeitsplatz – Klausuren und frühe Prosatexte, mit einem philologisch-biographischen Essay hrsg. von Bernd Neumann, Schriften des Uwe Johnson-Archivs Band 3, Suhrkamp, Frankfurt, 1992, ISBN 3-518-40337-0
- „Wo ist der Erzähler auffindbar“. Gutachten für Verlage 1956–1958 mit einem Nachwort hrsg. von Bernd Neumann, Schriften des Uwe Johnson-Archivs Band 4, Suhrkamp, Frankfurt, 1992, ISBN 3-518-40336-2
- Heute Neunzig Jahr. Aus dem Nachlass hrsg. von Norbert Mecklenburg. Suhrkamp, Frankfurt, 1996, ISBN 3-518-40759-7
- Hannah Arendt – Uwe Johnson, Der Briefwechsel 1967–1975, hrsg. von Eberhard Fahlke und Thomas Wild. Suhrkamp, Frankfurt, 2004, ISBN 3-518-41595-6, Rez.  M.L. Knott
- Inselgeschichten. Briefe des Schriftstellers aus Sheerness. Herausgegeben von Eberhard Fahlke, Suhrkamp, 1995, ISBN 3-518-40523-3
- Leaving Leipsic next week. Briefwechsel zwischen Jochen Ziem und Uwe Johnson. Transit, 2002, ISBN 3-88747-175-X
- Herman Melville: Israel Potter, übersetzt von Uwe Johnson, Insel, 2002, ISBN 3-458-34536-1
- Mecklenburg – Zwei Ansichten. Mit Fotografien von Heinz Lehmbäcker und Texten v. Uwe Johnson. Insel, 2004
- Uwe Johnson und Walter Kempowski: Kaum beweisbare Ähnlichkeiten. Der Briefwechsel. Transit
- Sofort einsetzendes geselliges Beisammensein. Rechenschaft über zwei Reisen. Transit, 2005, ISBN 3-88747-198-9
- Liebes Fritzchen, lieber Groß-Uwe. Briefwechsel zwischen Fritz J. Raddatz und Uwe Johnson. Suhrkamp, 2006
- Das Nibelungenlied. In Prosa übertragen von Uwe Johnson und Manfred Bierwisch. Insel, 2006, ISBN 3-458-34833-6

### Magyarul
- Hogyan halt meg Jakob. Regény; ford. Ircsik Vilmos; Új Horizont, Veszprém, 2001